# Besa Cane
Besa Cane (ur. 14 grudnia 1985 w Elbasanie) – albańska skrzypaczka.

## Życiorys
W wieku 5 lat rozpoczęła naukę gry na skrzypcach pod okiem własnej matki, kształciła się w liceum muzycznym w Elbasanie, które ukończyła w 2000 roku. Studiowała następnie w Akademii Sztuk Pięknych w Tiranie i w Konserwatorium Paryskim.
W 2007 roku wraz z Matthieu Stefanellim i Julienem Lazignecem założyła zespół Trio Métabole.
Laureatka m.in. głównej nagrody na Festiwalu im. Jana Sebastiana Bacha w Tiranie z 2000 roku.